# Cavariella aquatica
Cavariella aquatica är en insektsart som först beskrevs av David D. Gillette och Bragg 1916.  Cavariella aquatica ingår i släktet Cavariella och familjen långrörsbladlöss. Enligt den finländska rödlistan är arten otillräckligt studerad i Finland. Arten är reproducerande i Sverige. Artens livsmiljö är strandängar vid sötvatten. Inga underarter finns listade i Catalogue of Life.